# 娅塞明·阿达尔·伊伊特
娅塞明·阿达尔·伊伊特（土耳其語：Yasemin Adar Yiğit，1991年12月6日—），土耳其女子摔跤运动员。她曾代表土耳其参加2016年和2020年夏季奥林匹克运动会摔跤比赛，其中2020年奥运会获得一枚铜牌。